# Котов, Олег Валериевич
Оле́г Вале́риевич Ко́тов (род. 27 октября 1965) — 455-й космонавт мира, 100-й космонавт России.

## Биография
Родился 27 октября 1965 года в городе Симферополе. Окончил школу № 180 в Москве. В 1988 году окончил Военно-медицинскую академию им. С. М. Кирова в Ленинграде и стал работать помощником ведущего врача-испытателя в Центре подготовки космонавтов имени Ю. А. Гагарина. В 1992 году окончил Институт повышения квалификации в области патентного дела. В том же году был переведён на должность ведущего врача-испытателя ЦПК. Занимался проблемами высотной физиологии и влияния факторов космического полёта на организм человека. В качестве врача-методиста проводил медико-биологическую подготовку экипажей орбитальной станции «Мир» по научной программе. Имеет квалификацию офицера-водолаза. В 1996 году был зачислен в отряд космонавтов ЦПК имени Ю. А. Гагарина. В 1998 году окончил Качинское высшее военное авиационное училище лётчиков. С 2010 года - кандидат медицинских наук. В 2013 году окончил с отличием Российскую академию народного хозяйства и государственной службы при Президенте РФ по специальности "Государственное и муниципальное управление".

## Первый полет
Начавшийся 7 апреля 2007 космический полет Союз ТМА-10 был первым в карьере Котова. 21 октября 2007 года спускаемый аппарат с экипажем 15-й экспедиции МКС Олегом Котовым и Фёдором Юрчихиным, а также первым космонавтом (ангкасаваном) Малайзии шейхом Музафаром Шукором приземлилась севернее города Аркалык (Казахстан). Посадка проходила нештатно, после выдачи тормозного импульса из-за нештатного разделения отсеков корабль был переведён на траекторию баллистического спуска.

## Второй полет
Во второй полёт Олег Котов отправился 21 декабря 2009 года (по UTC — 20 декабря в 21:52) в составе экипажа с японским астронавтом Соити Ногути и американским астронавтом Тимоти Кримером. В марте 2010 он стал командиром станции, сменив на этом посту американца Джеффри Уилльямса.
Олег Котов стал вторым российским космонавтом (после Максима Сураева), который, находясь на орбите, завёл свою страничку на сайте Роскосмоса.

## Третий полет
Полёт начался 26 сентября 2013 года. Экипаж корабля Союз ТМА-10М в составе командира корабля Олега Котова и бортинженеров Сергея Рязанского и Майкла Хопкинса (НАСА), в 0:59 MSK, стартовал с космодрома Байконур к МКС, в 6:45 мск корабль пристыковался к модулю «Поиск» МКС. Космический полёт продлится 168 суток.
4 мая 2016 года приказом начальника ЦПК освобожден от должности инструктора-космонавта-испытателя 1-го класса и уволен из ЦПК по собственному желанию. 5 мая назначен начальником Центра пилотируемых программ ЦНИИМаш. Центр будет заниматься научно-техническим сопровождением и перспективными исследованиями по российской пилотируемой программе.
В 2018 году назначен заместителем директора ГНЦ РФ-ИМБП РАН по науке.
Статистика
| # | Стартовый корабль | Старт, UTC        | Экспедиция              | Корабль посадки | Посадка, UTC      | Налёт                        | Выходы в открытый космос | Время в открытом космосе |
| - | ----------------- | ----------------- | ----------------------- | --------------- | ----------------- | ---------------------------- | ------------------------ | ------------------------ |
| 1 | Союз ТМА-10       | 07.04.2007, 17:31 | Союз ТМА-10, МКС-15     | Союз ТМА-10     | 21.10.2007, 10:35 | 196 суток 17 часов 04 минуты | 2                        | 11 часов 03 минуты       |
| 2 | Союз ТМА-17       | 20.12.2009, 21:52 | Союз ТМА-17М, МКС-22/23 | Союз ТМА-17М    | 02.06.2010, 03:24 | 163 суток 05 часов 32 минуты | 1                        | 05 часов 44 минуты       |
| 3 | Союз ТМА-10М      | 25.09.2013, 20:58 | Союз ТМА-10М, МКС-37/38 | Союз ТМА-10М    | 11.03.2014, 03:24 | 166 суток 06 часов 25 минут  | 3                        | 20 часов 05 минут        |
|   |                   |                   |                         |                 |                   | 526 суток 05 часов 01 минута | 6                        | 36 часов 52 минуты       |

## Награды
- Герой Российской Федерации
- Орден «За заслуги перед Отечеством» III степени (22 августа 2015 года) — за мужество и высокий профессионализм, проявленные при осуществлении космического полёта на Международной космической станции[7]
- Орден «За заслуги перед Отечеством» IV степени (30 октября 2010 года) — за мужество и высокий профессионализм, проявленные при осуществлении космического полёта на Международной космической станции[8]
- Медаль «За заслуги в освоении космоса» (7 октября 2022 года) — за заслуги в развитии отечественной космической медицины и биологии, многолетнюю добросовестную работу[9]
- Лётчик-космонавт Российской Федерации
- Медали Вооружённых Сил Российской Федерации: «За воинскую доблесть» I и II степени, «За отличие в военной службе» I, II, III степени, «За службу в Военно-воздушных силах»
- Медаль Алексея Леонова (Кемеровская область, 2015) — за шесть совершённых выходов в открытый космос[10]
- Медаль «За космический полёт» (НАСА)
- Медаль за выдающуюся общественную службу (НАСА)
- Почётный гражданин Симферополя (2017) — За проявление героизма в экстремальных ситуациях, авторитет у жителей Симферополя, обретённый долгой трудовой деятельностью[11]